# Cytisus albus
Cytisus albus är en ärtväxtart som beskrevs av Hacq.. Cytisus albus ingår i släktet kvastginster, och familjen ärtväxter. Inga underarter finns listade i Catalogue of Life.